# Sobrecrecimiento bacteriano intestinal
El sobrecrecimiento bacteriano intestinal o sobrecrecimiento bacteriano del intestino delgado (SBID o SIBO por sus siglas en inglés) es un síndrome heterogéneo producido por un número excesivo y/o alteración en el tipo de bacterias presentes en el intestino, habitualmente en el intestino delgado, que puede producir diversos síntomas gastrointestinales inespecíficos como distensión, flatulencia, dolor abdominal, diarrea, dispepsia o pérdida de peso.
A diferencia del intestino grueso, en el intestino delgado no hay un gran número de bacterias. Diversos procesos pueden alterar los mecanismos que mantienen el número de estas bacterias bajos. El exceso de bacterias en el intestino delgado puede provocar malabsorción y desnutrición. Es importante un reconocimiento y tratamiento precoces del sobrecrecimiento bacteriano para prevenir y revertir los procesos de malabsorción.
El tratamiento incluye la identificación de los trastornos subyacentes, que provocan la persistencia del cuadro, entre los que figuran trastornos que causan daño de la mucosa intestinal o reducción de la actividad peristáltica (como la enfermedad celíaca, la enfermedad de Crohn, la neuropatía autonómica diabética, la esclerodermia, el hipotiroidismo); anomalías estructurales congénitas o quirúrgicas (como cirugías del tracto gastrointestinal superior, el síndrome del intestino corto); o trastornos que provocan disminución de la secreción de ácido gástrico (como la aclorhidria, la administración a largo plazo de inhibidores de la bomba de protones). Una parte de los trastornos clínicos asociados con el síndrome de sobrecrecimiento bacteriano no son fácilmente reversibles, y su manejo se basa en la terapia antibiótica dirigida a reequilibrar la flora intestinal.